# Никола Николов (футболист)
Вижте пояснителната страница за други личности с името Никола Николов.
Никола Николов, наричан Бачо Кольо, е бивш български футболист, защитник.

## Биография
Роден е на 25 януари 1908 година в богато семейство на македонци, преселници от Корча. Играл е за Шипка (София) (1926 – 1927) и Левски (София) (1928 – 1940). Има 140 мача и 1 гол в първенството, 6 мача за купата на страната и 30 международни срещи за Левски. Двукратен шампион и носител на купата на страната с Левски през 1933 и 1937 г. По 3 пъти е шампион на София (1929, 1933 и 1937 г.) и носител на Купата „Улпия Сердика“. Има 19 мача за „А“ националния отбор (1929 – 1938), включително и квалификационен мач за СП-1938 срещу Чехословакия в Прага.

Макар и сравнително нисък на ръст за футболист – 168 см., той се отличава с голяма ловкост и бързина, а силният му отскок му помага с успех да воюва за високите топки с много по-високи противници. Специалист е по персоналните двубои и трудно губи в тях.
Никола Николов е и един от най-добрите мотоциклетни състезатели в България в началото на 30-те години. Със своя BSA – 500 куб. см той е шампион на страната през 1932 г.
След прекратяване на състезателната си дейност е футболен съдия. През 1943 г. е включен в списъка на международните съдии на ФИФА.
По професия е ресторантьор, но след 9 септември 1944 г. губи трите си заведения при „национализацията“. Едно от тези заведения е известната по това време кафе-сладкарница „Капри“.